# Alfred Vogel
Bernhard Alfred Heinrich Adolph von Vogel (ur. 31 marca 1829 w Monachium, zm. 9 października 1890 tamże) – niemiecki lekarz pediatra, radca stanu, profesor Uniwersytetu w Dorpacie, profesor nadzwyczajny i honorowy Uniwersytetu Ludwika i Maksymiliana w Monachium, autor wielokrotnie wznawianego podręcznika chorób dziecięcych (przetłumaczonego na język angielski, włoski, hiszpański, duński, rosyjski i francuski). 

## Życiorys
Był synem chemika Heinricha Augusta von Vogela (1778–1867) i Marii z domu Schlichtegroll. Jego bratem był chemik August Vogel (1817–1889). Ukończył Wilhelmsgymnasium w rodzinnym mieście w 1846 roku. Następnie studiował medycynę na Uniwersytecie Ludwika i Maksymiliana w Monachium, Uniwersytecie Fryderyka Wilhelma w Berlinie oraz Uniwersytecie Juliusza i Maksymiliana w Würzburgu. Jego nauczycielami byli Schönlein, Traube, Romberg, Langenbeck, Jüngken i Virchow. Tytuł doktora medycyny otrzymał w Monachium w 1852 roku.
Od 1852 do 1855 asystent w klinice Karla von Pfeufera. W 1855 roku habilitował się. Od 1866 profesor nadzwyczajny patologii szczegółowej i kierownik kliniki Uniwersytetu w Dorpacie. W 1886 opuścił katedrę i powrócił do rodzinnego Monachium, gdzie został profesorem honorowym. Był jednym z redaktorów czasopisma „Medicinisch-chirurgische Monatshefte”.
30 lipca 1862 roku w Monachium ożenił się ze śpiewaczką bawarskiego dworu Josefine Hefner (1829–1907).
Zmarł w 1890 roku w Monachium (sekcja wykazała tętniaka prawdziwego serca). Wspomnienia pośmiertne poświęcili mu Karl Dehio i Hermann Kerschensteiner.

## Wybrane prace
- Beiträge zur Lehre von der Rhachitis. Erlangen: J. J. Palm u. E. Enke, 1853
- Klinische Untersuchungen über den Typhus auf der zweiten medicinischen Abtheilung des allgemeinen Krankenhauses zu München. Erlangen: F. Enke, 1853
- Harnuntersuchungen nach Liebig's neuer Methode, 1853
- Lehrbuch der Kinderkrankheiten. F. Enke, Erlangen 1860
  - Philipp Biedert: Lehrbuch der Kinderkrankheiten. 11 Auflage. Stuttgart: Enke, 1894
  - Philipp Biedert, Rudolf Fischl: Lehrbuch der Kinderkrankheiten. 12 Auflage. Stuttgart: Enke, 1902
  - (tłum. Giustino Filippone) Trattato delle malattie dei bambini. Napoli: N. Jovene, 1871
  - (tłum. D. J. Pérez Obon, D. J. Gonzalez Hidalgo): Tratado elemental de las enfermedades de la infancia. Madrid, 1872
  - (tłum. Louis Culmann, Ch. Sengel) Traité élémentaire des maladies de l’enfance. Paris: Lauwereyns, 1872
  - (tłum. A. Drielsma) Leerboek der kinderziekten. Zwolle: Ten Cate, 1862
  - (tłum. S.Z. Serebrennikow): Руководство к детским болезням, совершенно обработанное по 8 изданию руководства проф. А. Vogel`я. СПб. Издание журнала Практическая медицина, 1897
- Eine neue Milchprobe. F. Enke, Erlangen 1862
- Beiträge zur physicalischen Untersuchung der Lungen kleiner Kinder, 1870
- Krankheiten der Lippen und der Mundhöhle. W: Handbuch der speciellen Pathologie und Therapie, Band 7. Leipzig 1874
- Angeborener Etat criblé des Kleinhirns. Deutsches Archiv für klinische Medizin, 1876